# Efibulobasidium rolleyi
Efibulobasidium rolleyi är en svampart som först beskrevs av Lindsay Shepherd Olive, och fick sitt nu gällande namn av K. Wells 1975. Efibulobasidium rolleyi ingår i släktet Efibulobasidium och familjen Sebacinaceae.   Inga underarter finns listade i Catalogue of Life.